# Mycetophila tobasi
Mycetophila tobasi är en tvåvingeart som beskrevs av Lane 1958. Mycetophila tobasi ingår i släktet Mycetophila och familjen svampmyggor. Inga underarter finns listade i Catalogue of Life.